# Embu (hrabstwo)
Embu – hrabstwo w środkowej Kenii. Stolicą hrabstwa jest Embu. Populację szacuje się na 608,6 tys. mieszkańców. Embu graniczy z hrabstwami: Kirinyaga na zachodzie, Kitui na wschodzie, Tharaka-Nithi na północy i Machakos na południu.
Chociaż hrabstwo nosi nazwę rdzennej ludności Embu, mieszkają tutaj powszechnie także Mbeere, Kamba i Kikuju.

## Topografia
Embu charakteryzuje się wyżynami i nizinami. Wznosi się z około 515 m n.p.m. w dorzeczu rzeki Tana, na wschodzie do ponad 4570 m n.p.m. na północnym zachodzie, gdzie sięga góry Mount Kenia. Hrabstwo Embu obsługuje sześć głównych rzek, cztery z nich: Thuci, Tana, Kii i Rupingazi stanowią część granic hrabstwa. Pozostałe dwie to Thiba i Ena. Wszystkie te rzeki są stałe. 

## Gospodarka
Rolnictwo jest głównym motorem gospodarki w hrabstwie Embu, a ponad 70% mieszkańców to drobni rolnicy. Niewielki odsetek stanowią ludzie biznesu i urzędnicy zatrudnieni w instytucjach rządowych. Herbata, kawa i bawełna były głównymi uprawami pieniężnymi. Jednak ze względu na ich spadające ceny wielu rolników przerzuciło się na inne uprawy. Szczególnie wzrosła uprawa mango znajdująca rynek zbytu aż do Nairobi. Gęste sieci rzek i strumieni sprawiają, że gleba w hrabstwie, w znacznej mierze jest uprawna. 

## Religia
Struktura religijna w 2019 roku wg Spisu Powszechnego:
- protestantyzm – 59,3%
- katolicyzm – 27%
- niezależne kościoły afrykańskie – 8,4%
- pozostali chrześcijanie – 2,7%
- brak religii – 1,1%
- islam – 0,5%
- pozostali – 1%.